# Robert Legato
Robert „Rob“ Legato (* 1956) ist ein VFX Supervisor, der 1998 für den Film Titanic, 2012 für den Film Hugo Cabret sowie 2017 für The Jungle Book den Oscar erhielt.

## Leben
Er wuchs in Asbury Park, Monmouth County, New Jersey, auf und ging auf die Ocean Township High School. Danach machte Robert Legato ein Masterstudium im Bereich Kameraführung am Brooks Institute of Photography in Santa Barbara, bevor er im Jahr 1986 erstmals als VFX Supervisor für eine Folge der Fernsehserie Twilight Zone zuständig war. Von 1987 bis 1992 arbeitete er für das Team, das Raumschiff Enterprise – Das nächste Jahrhundert drehte. Er war bei etwa der Hälfte aller Folgen für die Spezialeffekte verantwortlich. 1993 arbeitete er in der Serie Star Trek: Deep Space Nine, bevor er 1994 zu dem Spezialeffekt-Unternehmen Digital Domain wechselte. 1996 war er VFX Supervisor für die filmische Umsetzung der Beinahe-Katastrophe der Mondmission Apollo 13, für den er für den Oscar nominiert wurde.
1997 folgte der Film Titanic, für den er 1998 den Oscar für die besten visuellen Effekte erhielt. Kurz darauf wechselte er von Digital Domain zu Sony Pictures Imageworks. 2004 arbeitete er bei der Produktion des Spielfilms Aviator erstmals mit Martin Scorsese zusammen. Es folgte eine weitere Zusammenarbeit bei Departed – Unter Feinden, dem Dokumentarfilm Shine a Light und George Harrison: Living in the Material World. 2012 erhielt er für den Film Hugo Cabret zusammen mit Joss Williams, Ben Grossmann, und Alex Henning seinen zweiten Oscar. 2017 folgte die dritte Auszeichnung.
2017 gab er mit dem Film The Eloise Asylum (Eloise) sein Spielfilmregiedebüt. Zuvor hatte er bereits vereinzelt in den 1990er Jahren für das Fernsehen als Regisseur gearbeitet.

## Filmografie (Visuelle Effekte)
- 1986: Twilight Zone (Fernsehserie, 1 Folge)
- 1987–1992: Raumschiff Enterprise – Das nächste Jahrhundert (Fernsehserie, 63 Folgen)
- 1993: Star Trek: Deep Space Nine (Fernsehserie, 19 Folgen)
- 1994: Interview mit einem Vampir (Interview with the Vampire: The Vampire Chronicles)
- 1995: Apollo 13
- 1997: Titanic
- 1998: Armageddon – Das jüngste Gericht (Armageddon)
- 2000: Cast Away – Verschollen (Cast Away)
- 2000: Schatten der Wahrheit (What Lies Beneath)
- 2001: Harry Potter und der Stein der Weisen (Harry Potter and the Sorcerer's Stone)
- 2003: Bad Boys II
- 2004: Aviator (The Aviator)
- 2006: Departed – Unter Feinden (The Departed)
- 2006: Der gute Hirte (The Good Shepherd)
- 2007: The Key to Reserva
- 2007: Nanny Diaries (The Nanny Diaries)
- 2008: Standard Operating Procedure
- 2008: Shine a Light
- 2009: Avatar – Aufbruch nach Pandora (Avatar)
- 2010: Shutter Island
- 2011: Hugo Cabret (Hugo)
- 2011: George Harrison: Living in the Material World
- 2013: The Wolf of Wall Street
- 2016: The Jungle Book
- 2019: Der König der Löwen (The Lion King)